# Lentigen
El lentigen (lentígens en plural) és un petita taca pigmentada en la pell amb una vora clarament definida, envoltada per pell d'aparença normal. És una hiperplàsia (benigna) inofensiva dels melanòcits, que és lineal en la seva propagació. Això vol dir que la hiperplàsia dels melanòcits es limita a la capa de cèl·lules directament per sobre de la membrana basal de l'epidermis, on els melanòcits normalment resideixen. Això està en contrast amb els "nius" de melanòcits de múltiples capes que es troben en els nevus melanocítics. A causa d'aquesta característica, l'adjectiu "lentiginós" s'utilitza per descriure altres lesions de la pell que proliferen de manera linealment similar dins de la capa de cèl·lules basals.
Els lentígens es distingeixen de les pigues (efèlides) en la proliferació de melanòcits. Les pigues tenen un nombre relativament normal dels melanòcits, però una major quantitat de melanina. El lentigen té un augment en el nombre de melanòcits. les pigues augmentaran en nombre i en foscor amb l'exposició al sol, mentre que els lentígens romandran estables en el seu color, independentment de l'exposició al sol.
El nevus és una malformació benigna però susceptible de sofrir degeneracions canceroses.
Els lentígens es presenten com a taques planes de coloració fosca i uniforme, marró o negra, de pocs mil·límetres de diàmetre. Durant la infantesa, en surten com a mínim entre cinc i deu a gairebé tothom, localitzats en qualsevol part del cos.